# Ангел, Александра
Александра Николета Ангел (рум. Alexandra Nicoleta Anghel; 28 июля 1997) — румынская женщина-борец вольного стиля, чемпионка Европы 2023 года, призёр чемпионата мира 2022 года и чемпионатов Европы 2018, 2024 и 2025 годов. 

## Спортивная карьера
В 2017 году на чемпионате Европы среди молодёжи до 23 лет в Венгрии заняла третье место. В мае 2018 года на чемпионате Европы в Каспийске завоевала бронзовую медаль, обыграв на туше опытную россиянку Елену Перепёлкину. В июне 2018 года стала бронзовым призёром чемпионата Европы U23 в Стамбуле. В ноябре 2018 года стала второй на чемпионате мира U23 в Бухаресте, проиграв в финале Бусе Тосун из Турции. В апреле 2019 года на чемпионате Европы в Бухаресте, заняла 4 место, уступив в схватке за 3 место россиянке Татьяне Морозовой.
В апреле 2025 года на чемпионате Европы в Братиславе в весовой категории до 72 кг завоевала бронзовую медаль. В схватке за третье место одолела соперницу из Польши Даниэлу Ткачук.

## Спортивные результаты
- Чемпионат Европы по борьбе среди юниоров 2017 — ;
- Чемпионат Европы по борьбе U23 2017 — ;
- Чемпионат мира по борьбе среди юниоров 2017 — ;
- Чемпионат Европы по борьбе 2018 — ;
- Чемпионат Европы по борьбе U23 2018 — ;
- Чемпионат мира по борьбе 2018 — 15;
- Чемпионат мира по борьбе U23 2018 — ;
- Чемпионат Европы по борьбе U23 2019 — 4;
- Чемпионат Европы по борьбе 2019 — 4;
- Европейские игры 2019 — 7;
- Чемпионат мира по борьбе 2019 — 8;
- Чемпионат мира по борьбе U23 2019 — 5;
- Чемпионат Европы 2024 — ;
- Чемпионат Европы 2025 — ;